# Ponyo z útesu nad mořem
Ponyo z útesu nad mořem (zkráceně Ponyo, je japonský animovaný film z roku 2008 z dílny Studio Ghibli. Režíroval ho Hajao Mijazaki. Fantasy příběh určený nejen pro dětského diváka se soustředí na rybku jménem Ponyo, která se spřátelí s pětiletým lidským chlapcem Sosuke a chce se stát lidskou dívkou.
Film byl vydán v Japonsku 19. července, 2008, v USA a Kanadě 14. srpna 2009, a v Británii 12. února 2010.

## Obsah
Rybka Polumi-Šarudin (anglicky Brunhilda) žije v moři se svými sestrami a se svým otcem Fujimotem - vědcem a čarodějem. Jednoho dne se jí podaří utéct a vyplavat na hladinu na hřbetu medúzy, kvůli množství odpadků na mělčině však uvízne ve skleněném poháru. Najde ji malý chlapec Sosuke, který bydlí na útesu nad mořem. Když se rybku pokouší dostat z poháru ven, pořeže si prst. Rybka mu však ránu olíže a zhojí. Sosuke ji pojmenuje Ponyo, slíbí, že ji bude ochraňovat a vezme ji s sebou do školky. Mezitím se Fujimoto se svým vodním duchem snaží získat Ponyo zpět. Když se jim to nakonec podaří, je Sosuke velmi nešťastný.
Ponyo se pohádá s Fujimotem a poví mu, že se chce proměnit v člověka, protože se zamilovala do Sosukeho. Nakonec se jí kouzlem podaří nechat si narůst nohy a ruce. Fujimoto se ji silnějšími kouzly snaží proměnit zpět, Ponyo se však s pomocí svých sester podaří vyvolat chaos, zcela se přeměnit v člověka a vyvolat tsunami díky které se dostane zpět k Sosukemu. U něj doma pak zkoumá různé lidské věci. Sosukeho matka Lisa se musí vrátit do domova důchodců, kde pracuje a nechá Sosukeho hlídat dům.
Ponyina matka se v noci setká s Fujimotem a chce, aby se Ponyo stala člověkem pokud Sosuke dokáže, že je čestný. Pokud však neuspěje, má se Ponyo proměnit v mořskou pěnu.
Ráno se Sosuke s Ponyo probudí a zjistí, že Lisa ještě není doma, protože všechny cesty jsou zaplaveny vodou. Ponyo zvětší loď na hraní a spolu se Sosukem se ji vydává hledat. Cestou potkávají mnoho dalších lodí. Ponyo se cestou unaví a vyčerpá své magické schopnosti. Tím se opět zmenší i loď, oběma se však podaří dostat na břeh, kde najdou prázdné Lisino auto a pokračují v cestě pěšky. Ponyo je natolik vyčerpaná, že se opět promění v rybu.
Lisa i ostatní obyvatelé domova důchodců jsou v bezpečí díky Ponyině matce. Fujimoto se k nim pokouší Sosuka s Ponyo zavést, oni mu však nevěří. Nakonec se mu to podaří a Sosuke se konečně shledá s Lisou a Ponyinou matkou. Sosuke prokáže svoji čestnost tím, že přijme Ponyo takovou jaká je. Ponyo se tedy může stát člověkem.

## Zajímavosti
Režisér filmu Hajao Mijazaki řekl, že jeho inspiraci byla Malá mořská víla od Hanse Christiana Andersena.
Mijazaki byl sám zapojen do ručně kreslené animace filmu. Rád kreslil moře a vlny sám a užíval si experimentování s tím jak vyjádřit tuto důležitou část filmu. Tato detailní kresba vyústila do 170 000 samostatných obrázků do filmu.
Jméno Ponyo je onomatopoie založena na Mijazakiho představě měkkého pisklavého zvuku, který její tělo vydává po dotyku.
Přímořská vesnička, kde se příběh odehrává je inspirována skutečným městem Tomonoura v národním parku Setonaikai v Japonsku, kde byl Mijazaki v roce 2005.
Některé části příběhu a i hudba byly ovlivněny operou Richarda Wagnera - Die Walküre.
Postava Sosuke je založena na Mijazakiovom synovi Gorovi Mijazaki když měl pět let.
Mijazaki chtěl, aby jeho další film byl Ponyo z útesu nad mořem 2, ale producent Toshio Suzuki ho přesvědčil, aby udělal The Wind Rises (Zvedá se vítr).